# Копа (Кенестуский сельский округ)
Копа (каз. Қопа) — село в Темирском районе Актюбинской области Казахстана. Административный центр Кенестуского сельского округа. Код КАТО — 155641100.

## Население
В 1989 году население села составляло 1102 человек. Национальный состав: казахи. В 1999 году население села составляло 1021 человек (537 мужчины и 484 женщины). По данным переписи 2009 года, в селе проживали 1063 человека (537 мужчин и 526 женщин). По данным переписи 2021 года, в селе проживало 1225 человек (639 мужчин и 586 женщин).
| Численность населения | Численность населения | Численность населения | Численность населения |
| 1989                  | 1999                  | 2009                  | 2021                  |
| --------------------- | --------------------- | --------------------- | --------------------- |
| 1102                  | ↘1021                 | ↗1063                 | ↗1225                 |